# Chavarico las Palmas
Chavarico las Palmas är en ort i Mexiko.   Den ligger i kommunen Ocosingo och delstaten Chiapas, i den sydöstra delen av landet, 800 km öster om huvudstaden Mexico City. Chavarico las Palmas ligger 678 meter över havet och antalet invånare är 229.
Terrängen runt Chavarico las Palmas är varierad. Runt Chavarico las Palmas är det glesbefolkat, med 16 invånare per kvadratkilometer. Närmaste större samhälle är Cinco de Febrero, 9,5 km nordost om Chavarico las Palmas. I omgivningarna runt Chavarico las Palmas växer i huvudsak städsegrön lövskog.